# Devetațite, Veliko Tărnovo
Devetațite (în bulgară Деветаците) este un sat în comuna Veliko Tărnovo, regiunea Veliko Tărnovo,  Bulgaria. 

## Demografie
Componența etnică a satului Devetațite
     Nicio identificare (100%)
     Altele (0%)
La recensământul din 2011, populația satului Devetațite era de 3 locuitori. . Pentru 100% din locuitori nu este cunoscută apartenența etnică.